# Coppa araba femminile
La Coppa araba femminile (in arabo كأس العرب للسيدات‎?, in inglese Arab Women's Cup) è una competizione calcistica riservata alle nazionali di calcio femminile delle federazioni membre della Union of Arab Football Associations (UAFA), l'organo di governo del calcio nel mondo arabo.
La prima edizione della competizione si tenne nel 2006 ad Alessandria d'Egitto. Quindici anni più tardi si tenne la seconda edizione del torneo, nel 2021 al Cairo, con la partecipazione di sette squadre.
La competizione è stata vinta sinora da due nazionali, l'Algeria e la Giordania.

## Albo d'oro
| Vittorie | Nazione   | Anno/i |
| -------- | --------- | ------ |
| 1        | Algeria   | 2006   |
| 1        | Giordania | 2021   |

## Edizioni
| Edizione | Anno | Paese ospitante |           | Campione                                        | Risultato e luogo | Secondo                              |                                                 | Terzo                                | Risultato e luogo | Quarto |  | Num. di partecipanti |
| 1        | 2006 | Egitto          | Algeria   | 1-0 Stadio di Alessandria, Alessandria d'Egitto | Marocco           | Tunisia                              | 2-1 Stadio di Alessandria, Alessandria d'Egitto | Egitto                               | 7                 |        |  |                      |
| 2        | 2021 | Egitto          | Giordania | 1-0 Stadio Osman Ahmed Osman, Il Cairo          | Tunisia           | Algeria ed Egitto terze classificate | Algeria ed Egitto terze classificate            | Algeria ed Egitto terze classificate | 7                 |        |  |                      |